# Kopais
Kopais (řecky Κωπαΐς) bylo sladkovodní jezero v řeckém regionu Boiótie. Mělo rozlohu okolo 250 km², na jeho březích ležela města Orchomenos a Chairóneia, vlévala se do něj řeka Kifisos. Ve starověku se věřilo, že jezero vytvořil Hérakles, na jezeře se nacházel ostrov s mykénskou pevností Gla. Jezero Kopais bylo známě bohatstvím ryb, především úhořů, jeho břehy byly významnou zemědělskou oblastí. Existovalo několik pokusů o odvodnění jezera, nejstarší pochází ze 14. století př. n. l. Roku 1867 území od řecké vlády odkoupila British Lake Copais Company, která vybudovala kanály, odvádějící vodu do jezera Yliki. Od padesátých let 20. století je dno bývalého jezera využíváno jako zemědělská půda.